# 村山等安の台湾出兵
村山等安の台湾出兵（むらやまとうあんのたいわんしゅっぺい）は、江戸時代初期の1616年（元和2年）に長崎代官の村山等安が計画、実行した台湾への出兵である。
なお、本記事内において、村山等安による出兵より前の1593年（文禄2年）に行われた豊臣秀吉の台湾招致、1609年（慶長14年）に有馬晴信によって行われた台湾偵察、そして出兵より後の1627年（寛永4年）、長崎代官の末次平蔵（政直）が江戸幕府将軍徳川家光に台湾住民を引見させた上で台湾全土の献上をもくろんだタイオワン事件についても、台湾との関係性の部分に関して説明する。

## 前史

### 豊臣秀吉による台湾招致
豊臣秀吉による天下統一後、豊臣政権は対外政策に熱心に取り組むようになる。秀吉の対外発信文書の文面は、明に対しては対等扱いであったが、朝鮮、琉球などは服属国扱いであった。秀吉の目は台湾にも向けられた。台湾は当時「高山国」と呼ばれ、戦国時代後期に日本人の対外活動が活発化した中で船舶の寄港地や給水場所として利用されるようになっていた。秀吉は1593年（文禄2年）、高山国招致の使者を送った。秀吉の書状では、高山国は朝鮮や琉球並みの服属国扱いであり、日本への朝貢を要求するものであった。しかし実際には高山国という国を見つけ出すことが出来ず、秀吉の台湾招致は失敗した。

### 有馬晴信の台湾偵察
豊臣秀吉の没後、徳川家康により開かれた江戸幕府も台湾に関心を持っていた。1609年（慶長14年）2月、幕府は有馬晴信に対して台湾の偵察を命じた。幕命では、シャム、カンボジアなど遠方の国でさえ日本に対して「御礼」をしているのに、それらの国からみても近い高山国が日本と通好しようとしないことは不届きであると非難した上で、台湾への出兵が示唆されていた。
その上で幕府は、高山国が日本側の要求を受け入れた場合は同国の要望に応じるべきであること、そして高山国の人々が求める物資を供給して日本に対しての親近感を高めるように指示した。つまり幕府としては日本が高山国の宗主国として振舞うことを念頭においていた。幕府は台湾を明との出会貿易の拠点にしようと考え、首尾よく偵察が成功して高砂国との通好が始まったら、明船と日本船が台湾で出会貿易を開始するように指示し、そのために台湾の良港の調査、そして台湾を隅々まで偵察して様子を絵図として献上するように命じた。またもし偵察の目的が果たされなかった場合には、台湾の住民を連行するように指示していた。
幕府の命を受けた有馬晴信は千々岩采女を台湾に派遣した。しかし秀吉の高山国招致と同じく、当時の台湾には国のような政治的まとまりが形成されていなかったため、幕命を受けた有馬晴信による台湾偵察も失敗に終わった。

## 村山等安の台湾出兵

### 長崎代官村上等安
村山等安は1592年（文禄元年）に豊臣秀吉に謁見した後、長崎の町政に大きな影響力を及ぼすようになった。等安の出自は安芸とも尾張とも言われ、その素性は明らかでないが、長崎で外国との交渉面などで活躍を見せ、次第に頭角を現したと考えられている。なお、等安は長崎の有力キリシタンとしても知られていた。
等安は、江戸幕府の発足後も徳川家康の知遇を得て、1604年（慶長9年）には長崎代官となった。代官としての等安は莫大な収入を得ており、朱子学者の林羅山や平戸のイギリス商館長リチャード・コックスは、著書の中で等安を日本有数の大富豪であると紹介している。そして、村山等安は自身の一大事業として、台湾遠征とそれに続く明との勘合貿易復活の計画を練り、実行に移した。

### 台湾出兵の計画
江戸時代になってからも、高山国は日本の貿易船にとって重要な船舶寄港地であり続けた。1612年（慶長17年）には京都の商人津田紹意に澎湖諸島への渡航を許可する朱印状が発給されている。1615年（元和元年）7月、村山等安に対して高砂国渡航許可の朱印状が発給されたが、それは単なる渡航許可証ではなかった。朱印状交付の翌月、リチャード・コックスは、等安に対して中国への出兵計画の有無について確認する書状を出しており、その後まもなく、コックスは等安が台湾出兵の準備を進めている事実を把握するに至った。
村山等安の台湾出兵の理由は、
- 豊臣秀頼捜索のため
- 台湾との通商貿易
- 台湾在住民による遭難船襲撃の復讐
- 村山等安が家康に対する信用回復を狙ったもの
- 台湾を対中国貿易の根拠地として利用するため

の5点が、当時から取り沙汰されていた。
豊臣秀頼捜索のためというのは、大坂夏の陣で自害したとされた秀頼が、実は台湾など南方に逃れていたとの風説が流れたために持ち上がった説であるが、これは等安が本来の出兵目的を隠蔽するために偽情報を流したものともみられ、事実とは考えられない。台湾との通商貿易、台湾在住民による遭難船襲撃の復讐も理由としては考えにくいとされている。一方、1615年頃にはキリシタン弾圧が強まっており、家康の信任を失いつつあったと考えられる等安が、信任回復の起死回生策として台湾出兵を断行したとの説は当時から有力であったが、同説では台湾を出兵先として選択した理由がはっきりとしない。
結局、台湾出兵の主目的は、5番目の対中国貿易の根拠地として利用するためであると考えられている。室町時代に行われていた明との勘合貿易が途絶して以降、その復活に対する期待は大きかった。台湾出兵の費用はすべて等安の自弁であった。それまで獲得した地位や境遇の維持に不安を感じるようになっていた等安は、対中国貿易の根拠地として台湾を活用することを主目的として、台湾出兵を計画、実行したものと推測されている。

### 出兵の実行と失敗
約半年間の準備期間を経て、1616年（元和2年）3月末、推定約2000〜3000人の兵員を乗せた13隻の艦隊が、長崎から台湾へ向かった。司令官は村山等安の次男の村山秋安が務めた。しかし、長崎出港の翌日に艦隊は五島列島に寄港したが、その後行方が分からなくなった。琉球沖で暴風雨に遭い、各船がバラバラになってしまったのである。
目的地である台湾にたどり着いたのはわずかに1隻であった。到着直後、船は即座に現地人に取り囲まれて逃げることもかなわず、乗員たちは切腹して全滅した。なお後述する翌1617年（元和3年）、村山等安が明との交易復活をもくろみ福建に部下の明石道友を派遣した際、福建側交渉担当者からなぜ台湾の淡水を侵擾したのかと詰問されている。
他に3隻の船は中国浙江省沿岸を荒らしまくり、1200名あまりの住民を殺害した。この浙江での事態の影響を受け、1616年中は長崎に中国船の来航が困難となってしまい、長崎在住の中国人たちは将軍に訴えることを決心したと伝えられている。
遠征隊のうち明石道友が率いた2隻の船は、5月に福建省沿岸に姿を見せた。日本船が来航した福建はパニック状態に陥り、沿岸住民が避難する騒ぎとなった。その中で董伯起という人物が明石道友との交渉に当たり、その結果、道友は董を人質として連行することを条件に福建から退去することにした。人質として日本に連行される際に董伯起は交渉経過を記した書状を福建側に残し、経過を把握した福建は平静を取り戻した。
台湾出兵が失敗した要因の一つとして、情報が事前に中国側に漏れていたことが挙げられる。長崎に来航した中国人商人から出兵に関する情報が明当局に流れていたと推測される上に、確実なのは琉球を通じて明側に情報が伝えられていたことである。薩摩藩による琉球侵攻後、琉球は明から10年間朝貢の停止を命じられていた。朝貢停止の解除を願った琉球は、500隻の軍船が台湾を奪う計画を進めていると明へ通報したのである。通報の内容は実際よりも著しく過大ではあったが、明は秀吉の朝鮮出兵を通報した時の前例に倣い、琉球からの使節に褒賞を与えた。しかし肝心の朝貢再開については認めなかった。
台湾へ向かう途中、琉球沖で暴風雨に遭ってバラバラになった13隻編成の艦隊であったが、台湾で現地人の攻撃を受け全滅した1隻を除き、残りの12隻については日本に帰還出来たと考えられている。浙江沿岸を荒らしまくったとされる3隻を含む7隻は浙江省付近に到着した後、1616年（元和元年）中に長崎に戻り、明石道友が率いる2隻は前述のように福建に到達し董伯起を人質としてやはり元和元年中に長崎に戻った。そして艦隊の司令官であった村山秋安直属の3隻は、遠くベトナム方面まで流されて翌1617年（元和2年）6月になってようやく長崎に帰還出来た。

### 等安の勘合貿易復活計画と挫折
台湾出兵失敗の翌年、1617年（元和3年）3月、村山等安は、明石道友が前年に人質とした董伯起を伴い、福建に来航して江戸幕府から明の皇帝宛の親書と献上用の装飾を施した武具や丁銀を呈上し、勘合貿易の復活を願った。しかし明側は福建側の交渉担当者から前年の台湾出兵、そして薩摩藩の琉球侵攻、倭寇の海賊行為について厳しく指弾され、退去を命じられた。
前年、明石道友との交渉に活躍し、身をもって人質となった董伯起は、日本との内通者ではないかとの憶測が福建において流された。秀吉の朝鮮出兵以降日明関係は緊張が続いており、疑心暗鬼が渦巻いていた。1617年に帰国した董には疑惑の目が注がれたが、彼は明当局に人質生活の中で入手した日本に関する貴重な情報をもたらした。
そして、台湾出兵と勘合貿易復活計画が挫折した村山等安は、1619年（元和5年）11月に処刑され、翌年にかけて秋安ら一族の男性も処刑、等安の妻など女性は投獄された。台湾出兵と対明貿易復活の失敗は等安失脚の決定打になったと見られている。等安の後を襲って長崎代官となったのは末次平蔵であった。平蔵は長崎において南洋方面への貿易を手広く行っており、村山等安のライバル的な存在であった。

## 末次平蔵の台湾領有計画
日本側による台湾領有の試みは、村山等安の後に長崎代官となった末次平蔵にも引き継がれる。1620年代になると台湾に勢力範囲を広げつつあったオランダと日本側の間にトラブルが起きるようになった。
1625年、末次平蔵が派遣した朱印船2隻がオランダ側より10パーセントの関税の支払いを命じられた。しかし日本側は将軍の朱印状を得ている商人であり、そもそも台湾を領有していると主張して支払いを拒んだ。オランダ側は貨物の生糸を没収し、平蔵はこの事件を幕府に訴え出た。末次平蔵は台湾に対する権益を主張し、1627年（寛永4年）に台湾の新港の住民数名を日本に連行し、11月には徳川家光に謁見を求めた上で台湾全土を将軍に献上しようと試みた。しかし幕府側は平蔵の台湾献上要請に応じなかった。
1628年（寛永5年）末次平蔵は台湾に2隻の船を派遣し、前年、家光に謁見させようと試みた台湾住民を送還したが、2隻の船には武器や火薬が積載されていた。オランダ側は態度を硬化させ、台湾に帰還した住民たちを逮捕して将軍からの下賜品を没収し、積荷の武器や火薬を押収して船長を抑留した。交渉の結果、妥協が成立するものの今度は日本に来航したオランダ船やオランダ商館を舞台にトラブルが続いた。これらのトラブルをタイオワン事件と呼ぶ。そしてこの間、平蔵は幕閣に対して台湾は自らが支配すべき土地であるとの主張を繰り返していた。
1629年（寛永6年）、末次平蔵はオランダ東インド総督に、将軍からの手紙であると称した偽の書状を送った。この書状では1628年（寛永5年）に台湾へ派遣された船で送還された台湾住民を逮捕して将軍の下賜品を没収し、積荷の武器を没収したのは不届き千万である。その償いとしてゼーランディア城を破却してその地を将軍に割譲するよう要求していた。オランダ側はその書状が偽物であることを見抜き、要求を拒否した。
幕府としては対外的なトラブルを引き起こし、台湾領有という統治に関わる分野まで口を出す形となった末次平蔵のことを忌避するようになった。1630年（寛永7年）6月、平蔵は江戸で不審死し、後継者となった平蔵の子、末次茂貞は幕府の政策に従順であった。茂貞はオランダ側との紛争は父の問題であり自分は特に事を構えるつもりは無いとのスタンスを取り、タイオワン事件は解決に向かうことになる。いずれにしても台湾領有計画は末次平蔵の独断によるもので、幕府側にはその意図は無かった。1630年代、幕府は相次いで日本人の対外渡航禁止に関する法令を出し、台湾への渡航も不可能になっていく。このような中で江戸時代の日本による台湾領有計画は立ち消えとなっていく。